# Школа менеджмента Ротмана
Школа менеджмента Ротмана (англ. Rotman School of Management), также известная как Школа управления Ротмана, Школа Ротмана, представляет собой бизнес-школу университета Торонто, расположенную в деловом центре Торонто. Университет Торонто предлагает курсы бакалавриата по коммерции и менеджменту с 1901 года, но школа была официально создана в 1950 году как Институт делового администрирования, который в 1972 году был изменен на факультет управленческих исследований и впоследствии сокращен до факультета Управления в 1986 году. Школа была переименована в 1997 году в честь покойного Джозефа Л. Ротмана (1935—2015), ее основного благотворителя.
Школа предлагает программы бакалавриата, магистратуры и докторантуры в области делового администрирования, финансов и коммерции, в том числе программы MBA на полный рабочий день, неполный рабочий день, а также программу магистра финансов, магистра управленческой аналитики, диплом магистра в области профессионального бухгалтерского учета и докторскую программу, доктор философии Ротмана.
Помимо того, в сотрудничестве с другими школами в университете, школа предлагает комбинированные степени MBA с юридическим факультетом, (JD/MBA), факультетом прикладной науки и техники (Skoll BASc / MBA) и Munk School of Global Affairs (MBA). / MGA); и совместные программы в азиатско-тихоокеанских и экологических исследованиях.
Из 113 преподавателей, 98 % имеют докторские степени. Роджер Мартин, занимающий должность декана школы с 1998 по 2013 год, считается в Business Week одним из самых влиятельных управленческих мыслителей в мире.
Школа издает Rotman Magazine.

## История
Программы, за которые сейчас отвечает Школа менеджмента им. Джозефа Л. Ротмана, появились в 1901 году, тогда, когда на факультете искусств открылась дипломная программа по коммерции. В 1909 году они преобразовались в программу бакалавриата искусств в области коммерции и финансов, и в программу бакалавриата коммерции в 1920 году. У этих программ был сильный гуманитарный акцент, который до сих пор пытается сохранить программа BCom. В 1938 году на факультете искусств была начата программа «Коммерция и торговля» (англ. Master of Commerce) для обеспечения более профессиональной программы. В 1950 году программа была передана во вновь созданный Институт делового администрирования с директором во главе. Степень была изменена на степень магистра делового администрирования в 1960 году, а институт получил название Школы бизнеса. В 1972 году он преобразовался в факультет с деканом и получил название факультета управленческих исследований. В 1986 году название было сокращено до Факультета менеджмента и получило название Школы Менеджмента им. Джозефа Л. Ротмана в 1997 году в честь его основного благотворителя. Тем не менее, статус факультета в университете Торонто по-прежнему сохраняется.
Программа доктора философских наук была начата в 1969 году для развития исследовательской направленности и предоставления факультетов бизнес-школы для канадских университетов. В 1982 году школа взяла на себя ответственность за преподавание курсов коммерции в рамках программы BCom, а в 1998 году программа DCom стала совместной программой факультета искусств и науки и школы Ротмана. В 1983 году школа начала частную программу Executive MBA. В 1989 году был основан частный MBA в области профессионального бухгалтерского учета. В 1996 году его перевели в Университет Торонто Миссиссауга, а степени изменилась на Магистра управления и профессионального учета. Школа также предлагает много программ для развития высшего образования и имеет ряд исследовательских центов, которые дополняют его преподавательскую и исследовательскую деятельность.

## Преобразование в Школу менеджмента Ротмана
В 1995 году открылся Центр управления им. Джозефа Л. Ротмана, который частично финансировался с пожертвования Джозефа Ротмана в 1993 году на сумму 3 миллиона долларов, и факультет менеджмента перенес свою базу в свое нынешнее здание после многократного перемещения. Позже, центр был расширен за счет добавления верхних этажей, а также нового Южного здания с оригинальным зданием, теперь известным как Северное здание. В 1997 году Школа была переименована в Школу управления им. Джозефа Л. Ротмана, в честь пожертвования ее основного благотворителя Джозефа Ротмана в размере 15 миллионов долларов, которые должно было быть выплачено в течение периода, завершающегося в 2011 году.
Пожертвование Ротмана было особенно спорным, как было рассмотрено в статье журнала The Varsity за январь 1997 года, так как соглашение включало несколько пунктов, которые могли бы ограничить академическую свободу университета и факультетов управления. Билл Грэм, тогдашний президент Ассоциации факультетов Университета Торонто, был одним из наиболее активных противников первоначального соглашения, отметил «безоговорочную поддержку» видения «, и в нем говорилось о неквалифицированной поддержке и приверженности ценностям и принципам, лежащим в основе „видения“ членов факультета менеджмента, а также центральной администрации». Соглашение о пожертвованиях подверглось некоторым существенным изменениям, но Фонд Ротмана сохранил за собой право «привлекать внешнего эксперта из Ассоциации американских университетов, чтобы рекомендовать изменения политики, если было сочтено, что школа управления не соответствует установленным критериям в соглашении». Школа, однако, сохраняет свой статус факультета в университете Торонто.
В 1998 году бывший консультант по вопросам управления Роджер Мартин был назначен деканом школы, и за время своей работы он руководил изменениями, предписанными Фондом Ротмана. Высокий авторитет и откровенность Мартина вызвали некоторый конфликт с другими факультетами университета, несмотря на то, что ему приписывают «превращение небольшого, довольно незначительного регионального игрока в Канаде в учреждение мирового уровня, предлагающего более дифференцированную программу MBA, ориентированную на интегративное мышление, саморазвитие и бизнес-дизайн».
В 2000 году Марсель Десотелс (англ. Marcel Desautels), основатель, президент, генеральный директор Канадского фонда кредитного менеджмента, помог создать Центр комплексного мышления Марселя Десотеля с подарком в размере 10 миллионов долларов.
В том же году Ротман разработал новую модель бизнес-образования, основанную на интегративном мышлении. Семейный институт корпоративного гражданства Майкла Ли-Чина (первоначально Институт корпоративного гражданства АИК) был основан в Ротмане в 2004 году с подарком от Майкла Ли-Чина в размере 10 миллионов долларов. В том же году Ротман завершил расширение своего кампуса. В последние годы школа получила значительное финансирование из частных и общественных направлений.
В 2011 году академические расходы Ротмана на 1500 студентов составили 71 миллион долларов (факультет архитектуры потратил на 400 студентов 7 миллионов долларов), что сопоставимо с кампусом Университета Торонто в Скарборо. Часть этих расходов была связана с высокой зарплатой, выплачиваемой профессорско-преподавательскому составу, так как шесть из 10 лучших окладов, выплаченных сотрудникам Университета Торонто за 2012 год, были переданы профессорам и администраторам Ротмана, согласно раскрытию информации о зарплате в государственном секторе Министерства финансов Онтарио («солнечный свет») список"). Роджер Мартин, давний декан школы, утверждал, что «иметь хорошую бизнес-школу очень дорого. Этим и объясняются высокие зарплаты. Для того, чтобы получить способности мирового уровня, вы должны платить эти деньги». Financial Times показала, что выпускники Ротмана увидели увеличение средней заработной платы чуть более 100 процентов после получения степени.

## Ранжирование
Ротман считался лучшей бизнес-школой в Канаде на протяжении большей части последних десятилетий. В рейтинге программ MBA Financial Times в 2018 году, Ротман занял 2-е место в Канаде, 86-е место, опустившись на 21 место и отставая от факультета менеджмента Десотеля. В рейтинге Financial Times 2017 года программы MBA Ротман занял 1-е место в Канаде . Программа MBA Ротмана заняла 60-е место в глобальном рейтинге MBA на 2016 год, опубликованном журналом Financial Times,. В отчете QS Global 200 Business Schools за 2012 год Ротман занял 9-е место среди лучших бизнес-школ Северной Америки, а в рейтинге BusinessWeek MBA 2011 года Ротман занял 3-е место в категории лучших международных бизнес-школ (за пределами США).
В 2012 году Ротман занял 11-е место за пределами США по программе MBA, уступив Школе бизнеса Стивена Дж. Смита в Университете Квинса, Факультета менеджмента Десотеля в Университете Макгилла и Школы бизнеса Айви в Университете Западного Онтарио.
В 2013 году в рейтинге The Economist MBA Ротман занял 3-е место в Канаде и 35-е место в мире. Ротман возглавлял Школу бизнеса Шулиха в Йоркском университете и факультет менеджмента Десотеля в Университете Макгилла.
В 2013 году в рейтинге Financial Times по программам MBA Ротман занял 1-е место в Канаде, 20-е в Северной Америке и 46-е в мире. Программа EMBA Ротмана заняла 2-е место в Канаде. Financial Times ежегодно оценивает исполнительные программы, и Ротман занимает третье место в рейтинге новых навыков и обучения в 2013 году. Ротман также выиграл # 1 в мире за свой факультет. В Канаде Школа бизнеса имени Шулиха при Йоркском университете совместно с EMBA и Школой управления им. Келлогга в Северо-Западном университете заняла 1-е место.
В отчете QS Global 200 Business Schools за 2012 год, в котором индексируются бизнес-школы на основе их репутации у работодателей, школа была признана второй лучшей бизнес-школой в Канаде и 13-й лучшей бизнес-школой в Северной Америке.

## Дипломные программы
Школа Ротмана предлагает программу MBA в шести форматах; очная двухлетняя MBA, неполная трехлетняя утренняя MBA, неполная трехлетняя вечерняя MBA, однолетняя Executive MBA, предназначенная для старших менеджеров, Global Executive MBA, которая предоставляется в восьми ключевых центрах международного бизнеса в шести странах и глобальный Executive MBA для здравоохранения и науки о жизни. Школа также предлагает магистерскую программу, магистр управленческой аналитики и диплом магистра профессионального бухгалтерского учета. Кроме того, он предлагает комбинированные степени MBA с юридическим факультетом (JD / MBA) и факультетом прикладных наук и инженерии (Skoll BASc / MBA); и совместные программы в азиатско-тихоокеанских исследованиях и экологических исследованиях.

### Двухлетняя программа MBA
Полная программа MBA является двухлетней. Школа предлагает факультативные предварительные курсы в области бухгалтерского учета, финансов и количественных методов, а также семинары по профессиональным навыкам по таким темам, как академическое письмо и навыки презентации. Первый год начинается со второй недели сентября и делится на четыре четверти, которые охватывают основную учебную программу и длятся семь недель каждая. Учебная программа первого года состоит из 4-недельного базового семестра, за которым следуют два 9-недельных базовых семестра и заканчивается 6-недельным контрольным семестром. На втором курсе студенты должны пройти в течение трех семестров 10 курсов по выбору, из 80 курсов, которые охватывают области бухгалтерского учета, экономики бизнеса, финансов, общего и интегративного мышления, организационного поведения/управления персоналом, маркетинга, операционного менеджмента, управления наукой и статистикой и стратегического менеджмента.
Школа предлагает степень MBA по специальностям: управление брендами, консалтинг, управление фондами, глобальное управление, управление сектором здравоохранения, управление персоналом, инновации и предпринимательство, инвестиционный банкинг, управление рисками и финансовый инжиниринг. Студент может специализироваться по одной или нескольким специализациям в зависимости от курсов на втором году обучения.
Студенты могут провести весь семестр на втором курсе международной программы обмена. Учебные поездки в разные части света также проводятся для студентов второго курса.
В рамках запланированного расширения Ротмана ежегодный курс по программе MBA на полный рабочий день был расширен до 350 студентов. Иностранные студенты составляют 52 % класса MBA Full-Time и 40 % класса составляют женщины. Учащиеся класса 2019 года представляли 35 стран, хотя большинство студентов были из Северной Америки и Азии. Средний возраст студентов MBA, работающих на полную ставку, в начале программы составляет 27 лет, и у студентов в среднем 4 года опыта работы.
Плата за обучение по программе MBA Full-Time в Ротмане для класса 2019 была увеличена до 101 350 долларов США для канадских граждан и постоянных жителей и до 109 970 долларов США для иностранных студентов, что делает эту программу самой дорогой программой MBA в Канаде.

### Утренняя и вечерняя программа MBA в школе Ротмана
Утренняя и вечерняя программа MBA в школе Ротмана — это программа MBA с частичной занятостью, которая предназначена для работающих специалистов, которые хотят получить ученую степень, при этом сохраняя карьерный рост. Программа длится свыше 32 месяцев.
Студенты также оканчивают три однонедельных занятия в различных точках в течение первых двух лет. Факультативные занятия, предлагаемые на втором и третьем курсе, могут проводиться утром, вечером или в рабочее время (в зависимости от наличия).

### Rotman Master of Finance
Запущенная в 2006 году, программа «Мастер финансов» предназначена для работающих специалистов в области финансов. Занятия проводятся один вечер в неделю, и каждую вторую субботу в течение 20 месяцев. Программа предлагает контент, который глубже и шире, чем тот, который предоставляет CFA или другие профессиональные финансовые программы.

### Rotman Executive MBA programs
Годовая программа MBA для руководителей Rotman (EMBA) — это интенсивная программа, рассчитанная на 13 месяцев и предназначенная для профессионалов. Это позволяет бизнес-лидерам получить ученую степень, не прерывая их карьеру.
Программа Rotman Global Executive MBA, рассчитанная на 18 месяцев, погружает руководителей среднего и высшего звена в основные бизнес-дисциплины с глобальной точки зрения. Программа, поддерживаемая известными учреждениями высшего образования в Бразилии, Индии, Гонконге и Китае, объединяет участников групп по межкультурному обучению для получения опыта работы в основных экономических регионах мира. Кандидаты среднего и старшего уровня профессионалы из области промышленности, поставщики и организации, которые занимаются предоставлением услуг, консалтинговые фирмы, государственные учреждения, представители научной сферы и плательщики в области здравоохранения и науки о жизни по всему миру, которые стремятся продвинуть свою лидерскую карьеру.
Начиная с сентября 2019 года, программа Global Executive MBA для здравоохранения и медико-биологических наук представляет собой 18-месячную программу, которая объединяет специалистов в три ключевых кластера здравоохранения по всему миру: Торонто, район Бэй и Сингапур. Кандидаты — это профессионалы среднего и высшего звена из промышленности, поставщики и организации, оказывающие услуги, консалтинговые фирмы, государственные учреждения, представители науки и плательщики в сфере здравоохранения и науки о жизни по всему миру, которые стремятся продвинуть свою карьеру лидера.

### Другие программы
Программа Master of Financial Risk Management готовит студентов с сильными аналитическими и количественными навыками для карьерного роста в финансовой индустрии. Программа, которая рассчитана на 8 месяцев, включает двухмесячный проект по управлению рисками, в рамках которого студенты работают с профессионалами по управлению рисками для решения реальной проблемы, интересующей финансовые учреждения.
Диплом выпускника в области профессионального бухгалтерского учета является 12-недельной летней программой, которая углубляет знания бухгалтерского учета, удовлетворяя четыре модуля программы профессионального образования CPA (CPA PEP). Программа готовит студентов к общему итоговому экзамену (CFE) и позволяет им перейти прямо к модулю Capstone 1 в CPA PEP. Студенты с предложениями о работе от бухгалтерской фирмы до или после запуска GDipPA должны спросить у своего работодателя о потенциальных субсидиях на обучение.
Программа JD / MBA — это четырехлетняя степень, предлагаемая школой Ротмана и юридическим факультетом Университета Торонто. Эта программа сочетает в себе подготовку выпускников по менеджменту с дипломом юриста. Для получения этих двух степеней потребуется пять лет.
Программа Джеффри Сколла BASc / MBA объединяет обучение студентов в области инженерии и MBA. Она ориентирована на карьеру в технологическом бизнесе.
Программа магистра финансовой экономики предлагается совместно с Департаментом экономики. Она включает два семестра курсовых работ, летнюю стажировку, а затем еще один семестр занятий.
Совместная программа по исследованиям в Азиатско-Тихоокеанском регионе — это совместная магистерская программа, взятая вместе с программой MBA. Она обеспечивает повышение квалификации в области изучения исторических и социальных наук современной Восточной и Юго-Восточной Азии.
Студенты, допущенные к программе MBA, могут подать заявку на Совместную программу по экологическим исследованиям, совместную программу, предлагаемую через Центр окружающей среды Университета Торонто.

## Докторские программы
Программа PhD предлагает степени в области бухгалтерского учета, экономики бизнеса, финансов, маркетинга, управления операциями, организационного поведения и управления человеческими ресурсами, а также стратегического управления. Также предлагается совместная степень в области управления и экономики (магистр финансовой экомоники).

## Степень бакалавра
Программа Rotman Commerce (ранее Commerce) — это программа бакалавриата, администрируемая совместно факультетом искусств и наук Университета Торонто и Школой менеджмента Ротмана. В апреле 2008 года программа была переименована в Rotman Commerce после подарка от Сандры и Джозефа Ротмана в размере 2,5 миллиона долларов. Хотя название программы изменилось, степень бакалавра по-прежнему присуждается факультетом искусств и наук. Со студентами Rotman Commerce работают три специалиста: по бухгалтерскому учету, финансам и экономике или менеджменту. У Rotman Commerce есть много возможностей для обучения за рубежом. Есть 24 университета, с которыми поддерживаются партнерские отношения. Ежегодно в рамках программы Summer Abroad Университета Торонто в других странах также проводятся полные курсы Rotman Commerce.

## Программы без степени

### Институт рынков капитала
Институт рынков капитала в Школе менеджмента Ротмана работает над достижением четкого понимания проблем, с которыми сталкиваются канадские рынки капитала, и институциональных инструментов, которые Канада должна разработать, чтобы превратить эти проблемы в возможности стать лидером среди малых стран мира, открытые рынки капитала. Целью исследований Института рынка капиталов является определение областей, в которых Канада не должна стремиться конкурировать с более крупными рынками, чтобы сохранить стратегическую направленность на те области, в которых она имеет или может развить конкурентное преимущество, а также области, в которых она должна повышать свою производительность, чтобы эффективно конкурировать. CMI стремится обеспечить руководство канадским академическим и деловым сообществом, чтобы направить свои ресурсы на значимые улучшения политики. Институт предоставляет стипендии студентам, которые хотят заниматься исследованиями в области рынков капитала в сочетании с обучением в области права или финансов.

### Центр стратегии сектора здравоохранения
Центр стратегии сектора здравоохранения был открыт в 2004 году и является ключевым направлением целенаправленных исследований для школы Ротмана. Под руководством профессора Брайана Р. Голдена и совета советников из промышленности, правительства и научных кругов Центр стратегии сектора здравоохранения разрабатывает программу исследований, нацеленную на получение действенных управленческих знаний для сектора здравоохранения и наук о жизни. Основными областями исследований являются коммерциализация продуктов и услуг в области наук о жизни; роль частного сектора в предоставлении медицинских услуг и технологий; альянсы (публично-государственные, частно-частные, государственно-частные) в сфере здравоохранения; управление эффективностью, управление и контроль; организационная перестройка и системная интеграция и устойчивость государственного финансирования в канадском здравоохранении. Отраслевая сфера деятельности Центра включает в себя фармацевтику и биотехнологию, медицинские технологии, медицинскую информатику, больницы и долгосрочную медицинскую помощь, а также страхование.
В центре внимания Центра находятся оригинальные исследования, предназначенные для информирования руководства и организации сектора здравоохранения. Следствием этого внимания является поддержка Центром передачи и освоения знаний посредством образования, а также научных и управленческих публикаций.

### Clarkson Centre for Business Ethics & Board Effectiveness
Центр деловой этики и эффективности Совета директоров (CCBE) Кларксон является центром исследований и коммуникаций в области корпоративного управления в Школе менеджмента Ротмана. Центр следит за тенденциями корпоративного управления в Канаде и предоставляет рекомендации фирмам, стремящимся повысить эффективность работы своих советов и раскрыть информацию о них. Основное внимание уделяется раскрытию информации о вознаграждении руководителей, изучению управления малыми и средними предприятиями и отслеживанию воздействия на управление директоров, которые входят в советы директоров четырех или более компаний, включенных в индекс TSX.
С 2002 года ежегодный индекс доверия акционеров Совета директоров CCBE стал стандартом, с помощью которого оцениваются лучшие практики управления в Канаде.

### Лаборатория творческого разрушения в Ротмане
Лаборатория творческого разрушения в Ротмане — это предпринимательская программа и пространство в Школе менеджмента Ротмана при университете Торонто. Его целью является работа со студентами, преподавателями и выпускниками из университета Торонто, которые имеют потенциал для создания масштабируемых компаний. Программа работает в течение восьми месяцев в году и построена вокруг сообщения об основных этапах деятельности совета, называемого стипендиатами G7, очень успешных предпринимателей. Группа основателей G7 включает в себя: Дэниела Дебоу, Денниса Бенни, Дэна Шиммермана, Найджела Стоукса, Ли Лау, Томи Поутанен и Ника Кудас.

### Известные выпускники
- Джим Балсилли (англ. Jim Balsillie), соучредитель и генеральный директор в отставке канадской компании «Research in Motion»[38];
- Джордж Гардинер (англ. George Gardiner), финансист и бывший президент Фондовой биржи Торонто; Основатель Музея Гардинера[39];
- Дональд Гулойен (англ. Donald Guloien), президент и исполнительный директор Финансовой корпорации Manulife[40];
- Майкл Х. Уилсон (англ. Michael H. Wilson) — председатель Barclays Capital[41];
- Уильям А. Даун (англ. William A. Downe), генеральный директор Банка Монреаля[42]
- Виктор Додиг (англ. Victor Dodig), генеральный директор и президент Канадского имперского коммерческого банка;
- Васу Чанчлани (англ. Vasu Chanchlani) серийный предприниматель и меценат;
- Билл Даун (англ. Bill Downe) бывший президент и главный исполнительный директор Банка Монреаля[43].

## Кампус
Ротман расположен в самом центре кампуса Святого Георгия Университета Торонто. Есть несколько примечательных особенностей здания (строительство которого завершилось в 1995 году), в котором находится школа:
- Флек Атриум — это большая территория на первом этаже, которая часто используется для проведения специальных мероприятий, приемов и публичных лекций. Она занимает центральную часть здания с концепцией под открытым небом, которая позволяет людям на 2 и 3 этажах здания наблюдать сверху. Сводчатый потолок атриума сделан из стекла, создавая яркость во всем внутреннем пространстве.
- Центр деловой информации является школьной библиотекой и является филиалом библиотечной системы Университета Торонто.
- Лаборатория финансовых исследований и торговли — это современное средство, позволяющее студентам получить доступ к широкому спектру пакетов программного обеспечения для финансового анализа и наборов данных. В течение года в лаборатории проводятся различные деловые конкурсы. В частности, Международный Торговый Конкурс Ротмана (RITC) — это ежегодный торговый конкурс с участием университетов со всего мира.
- Лаборатория саморазвития готовит студентов MBA, к улучшению межличностных и коммуникативных навыков в решении проблем[44].
- Расширение здания на 4 миллиона канадских долларов, завершенное в 2005 году, добавило около десятка новых факультетских / административных помещений и несколько комнат для совещаний на каждом из 4-го и 5-го этажей здания. Во вновь созданном пространстве также находится Центр интегративного мышления имени Марселя Десотеля.

Для обеспечения существенного роста программы, школа расширилась до нового здания стоимостью 91,8 миллионов долларов, спроектированного архитекторами KPMB, которое открылось в сентябре 2012 года. Новое здание, прилегающее к существующей структуре и полностью интегрированное с ней, почти вдвое увеличивает размеры помещений и предоставляет больше места для исследований и образования.